# Le Chant des Partisans
Pieśń Partyzantów (fr. Le Chant des Partisans) – hymn francuskiego Ruchu Oporu podczas II wojny światowej.

## Historia
Muzykę do utworu skomponowała w 1941 przebywająca w Londynie Anna Marly, emigrantka rosyjska, która nadała jej tytuł „Marsz partyzantów” (fr. La marche des partisans). Początkowo Marly śpiewała marsz w swoim języku ojczystym, słowa francuskie napisali w 1943 Maurice Druon i Joseph Kessel.
Po 17 maja 1943 „Pieśń Partyzantów” stała się elementem transmisji „Honoru i Ojczyzny”, programu radiowego Komitetu Wolnej Francji nadawanego dwa razy dziennie na antenie BBC zyskując w ten sposób sympatię francuskich partyzantów i konspiratorów stając się nieoficjalnym hymnem jednoczącego się Ruchu Oporu, również Francuski Komitet Wyzwolenia Narodowego docenił utwór czyniąc go drugą po Marsyliance najważniejszą pieśnią Francji Walczącej.

## Słowa
| oryginalny tekst francuski | pierwsza wersja pieśni w języku rosyjskim |
| Le Chant des Partisans Ami, entends-tu le vol noir des corbeaux sur nos plaines? Ami, entends-tu les cris sourds du pays qu’on enchaîne? Ohé, partisans, ouvriers et paysans c’est l’alarme, Ce soir l’ennemi connaîtra le prix du sang et des larmes. Montez de la mine, descendez des collines, camarades! Sortez de la paille les fusils, la mitraille, les grenades. Ohé, les tueurs, à vos armes et vos couteaux, tirez vite! Ohé, saboteurs, attention à ton fardeau, dynamite. C’est nous qui brisons les barreaux des prisons pour nos frères, La haine à nos trousses et la faim qui nous pousse, la misère, II y a des pays où les gens au creux des lits font des rêves, Ici, nous, vois-tu, nous on marche, nous on tue ou on crève. Ici, chacun sait ce qu’il veut, ce qu’il fait quand il passe, Ami, si tu tombes, un ami sort de l’ombre à ta place, Demain du sang noir séchera au grand soleil sur nos routes, Chantez, compagnons, dans la nuit la liberté nous écoute! Ami, entends-tu les cris sourds du pays qu’on enchaîne? Ami, entends-tu le vol noir du corbeau sur la plaine? | Песне партизан От леса до леса, Дорога идёт, доль обрыва. А там высоко, Где-то месяц плывёт, Торопливо. Пойдём мы туда, Куда ворон не влетит, Зверь не входит. Никто, никакая сила, Нас не покорит, Не отгонит. Народные мстители, Мы отобьём, Злую силу. Пусть ветер свободы, Засыплет, И нашу могилу… Пойдём мы туда, И разрушим до конца, Вражьи сети. Пусть знают, как много, За правду нас легло, Наши дети!... |

## Rękopis
Oryginalny zapis utworu przetransportowali z Wielkiej Brytanii do okupowanej przez hitlerowców Francji 25 lipca 1943 Emmanuel d'Astier de La Vigerie i Jean-Pierre Lévy z Ruchu Zjednoczenia Oporu (Mouvements Unis de la Résistance). Opublikowano go w pierwszym numerze „Zeszytów Wyzwolenia” (Cahiers de Libération) z 25 września 1943. Obecnie rękopis znajduje się w Pałacu Legii Honorowej.